# Kate Perugini
Catherine Elizabeth Macready Perugini (Londres, 29 de outubro de 1839 - Londres, 9 de maio de 1929) foi uma pintora inglesa do período vitoriano e filha de Catherine Dickens e Charles Dickens.
Nascida Catherine Dickens e apelidada de Kate ou Katey, ela foi a filha mais nova sobrevivente de Charles Dickens, e segundo seus irmãos a filha favorita de seu pai. Dickens teria dado o nome de seu amigo, o ator William Macready. Ela viajou muito com sua família quando criança, e se apresentou em elaboradas produções teatrais amadoras de seu pai – incluindo a performance de 1857 de The Frozen Deep, de Wilkie Collins, antes da Rainha Vitória. Em 1858, seus pais se separaram e as crianças permaneceram com o pai. O motivo da separação ainda não está claro, embora os rumores tenham se concentrado na relação próxima entre Charles Dickens e Ellen Ternan, uma atriz muitos anos mais nova, e/ou Georgina Hogarth.
Seu primeiro marido foi o artista e autor Charles Allston Collins, irmão mais novo de Wilkie Collins; eles se casaram em 17 de julho de 1860. Perugini teria tido um caso com Valentine Prinsep durante seu casamento com Collins. Após sua morte por câncer em 1873, Kate casou-se com outro artista, Charles Edward Perugini. O casal se casou em segredo em 1873, depois teve uma cerimônia oficial em 1874. Ela e Perugini tiveram um filho, Leonard Ralph Dickens Perugini. Morreu em 24 de julho de 1876, aos sete meses de idade. Os peruginis eram ativos na sociedade artística, e mantiveram amizades com J.M. Barrie e George Bernard Shaw entre outras celebridades de sua época. Como seu primeiro marido, ela perseguiu esforços literários junto com sua pintura.
Kate foi a principal fonte de informação usada pela biógrafa Gladys Storey para seu livro Dickens and Daughter, que revelou o caso de Dickens com a atriz Ellen Ternan. Os partidários de Charles Dickens atacaram o livro como sendo pouco confiável, especialmente as passagens sobre Ellen Ternan e o nascimento de uma criança. No entanto, George Bernard Shaw escreveu ao The Times Literary Supplement para dizer que Kate havia lhe contado tudo no livro quarenta anos antes.
Charles Perugini morreu em 1918 e foi enterrado ao lado de seu filho bebê. Kate sobreviveu ao marido por dez anos, morrendo aos 89 anos. Uma das causas da morte listada na certidão de óbito foi "exaustão."